# سوفی فون ویلر
سوفی فون ویلر (انگلیسی: Sophie von Weiler؛ زادهٔ ۲۴ دسامبر ۱۹۵۸) بازیکن هاکی روی چمن اهل هلند بود.
وی در مسابقات کشوری و بین‌المللی در مجموع برندهٔ ۵ مدال طلا، ۱ مدال نقره، ۱ مدال برنز شده‌است.